# Armée de l'air (Côte d'Ivoire)
L’Armée de l'air Ivoirienne est une des quatre composantes des Forces armées de Côte d'Ivoire, avec l'armée de terre, la marine nationale et la gendarmerie nationale. L’Armée de l’Air assure la surveillance et la défense de l’espace aérien national. Elle participe à la défense intérieure et extérieure en exécutant des missions d’observation, de transport, d’appui et d’interception. Elle assiste les autres forces armées de Côte d'Ivoire et les autres forces de sécurité intérieure dans l’exécution de leurs missions.

## Historique
Le Groupement aérien de transport et de liaison (GATL) a été créé en 1960. Sa mission était axée sur la logistique et le transport plutôt que le combat.
En 2004, à la suite de la frappe aérienne de Bouaké sur les Casques bleus français par les forces ivoiriennes, l'armée française détruisit tous les aéronefs ivoiriens lors d'une opération terrestre, dont deux avions d'attaque au sol Soukhoï Su-25 et trois hélicoptères Mil Mi-24 de fabrication russe.
Un Mi-24 est réapparu en janvier 2005 aux côtés d'un BAC Strikemaster de fabrication britannique qui fut pour la circonstance remis en état, ainsi que deux Soukhoï. Ils ne furent pas autorisés à voler par l'ONUCI. Il reste cependant trois avions d'entraînement et douze appareils de transport
L'Armée de l'air emploie 470 militaires et 200 civils en 2010 et réalise très peu de vols par an. Son budget annuel est de 4,8 millions d’euros en 2010.
En janvier 2019, l'armée passe commande d'un CASA C295.

## Aéronefs
Les appareils en service en 2023 sont les suivants :
| Aéronefs                | Origine                 | Type                    | En service              | Versions                | Notes |
| Avion de reconnaissance | Avion de reconnaissance | Avion de reconnaissance | Avion de reconnaissance | Avion de reconnaissance | Avion de reconnaissance |
| ----------------------- | ----------------------- | ----------------------- | ----------------------- | ----------------------- | --- |
| Beechcraft King Air     | États-Unis              | Reconnaissance          | 1                       | King Air 90             | |
| Avion de transport      |                         |                         |                         |                         | |
| Antonov An-26           | Union soviétique        | Transport               | 2                       | An-26B                  | livrés d'occasion par la Bulgarie en 2018 |
| CASA CN-235             | Espagne                 | Transport               | 1                       | C-295W                  | TU-VMC, livré en 2019 |
| Beechcraft 1900         | États-Unis              | Transport               | 1                       |                         | |
| Airbus ACJ319           | Union européenne        | Transport VIP           | 1                       | A319-133/CJ             | immatriculation civile TU-VAS, livré en 2014 |
| Gulfstream G500         | États-Unis              | Transport VIP           | 1                       |                         | TU-VAE (c/n 5533) livré en 2016 |
| Gulfstream IV           | États-Unis              | Transport VIP           | 1                       |                         | TU-VAD (c/n 1019), livré en 1988 |
| Gulfstream III          | États-Unis              | Transport VIP           | 1                       | G-1159A                 | - immatriculation civile TU-VAF (c/n 303) en service de 1981 à 1989 - TU-VAF (c/n 462), livré en 1988 |
| Hélicoptère             |                         |                         |                         |                         | |
| Mil Mi-24               | Union soviétique        | Transport et combat     | 1                       |                         | - 2 Mi-24V/Mi-35 livrés d'occasion par la Bulgarie en 2003 - 3 Mi-24D/Mi-25 livrés d'occasion par la Bulgarie en 2017 - 2 Mi-24V/Mi-35 livrés d'occasion par la Bulgarie en 2020-2021 - 3 détruits en 2004, un exemplaire accidenté le 18 mars 2020. - (2 Mi-24V/Mi-35 livrés d'occasion par la Biélorussie en 2002, possiblement en leasing d'une compagnie Sud-Africaine de mercenaire pour le transport des rebelles, 1 autre livré uniquement pour les pièces détachées) |
| AgustaWestland AW139    | Italie                  | Transport VIP           | 1                       |                         | livré en 2015[réf. souhaitée] |
| Drone                   |                         |                         |                         |                         | |
| Delair DT26             | France                  | Reconnaissance          | 4                       | DT26X Surveillance      | |

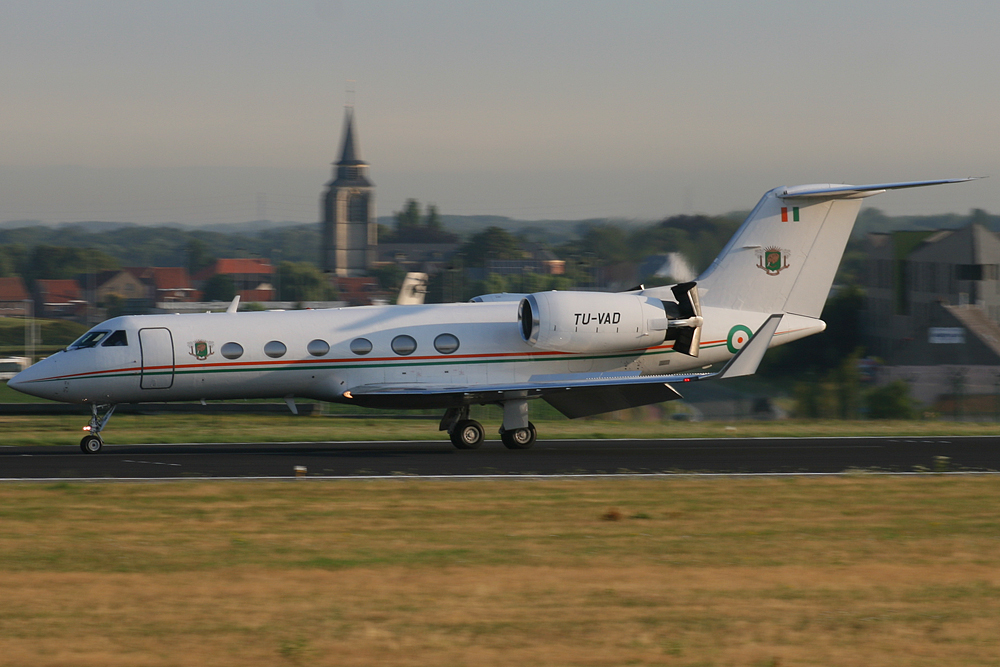
Gulfstream IV TU-VAD à l'aéroport de Bruxelles-National en 2010
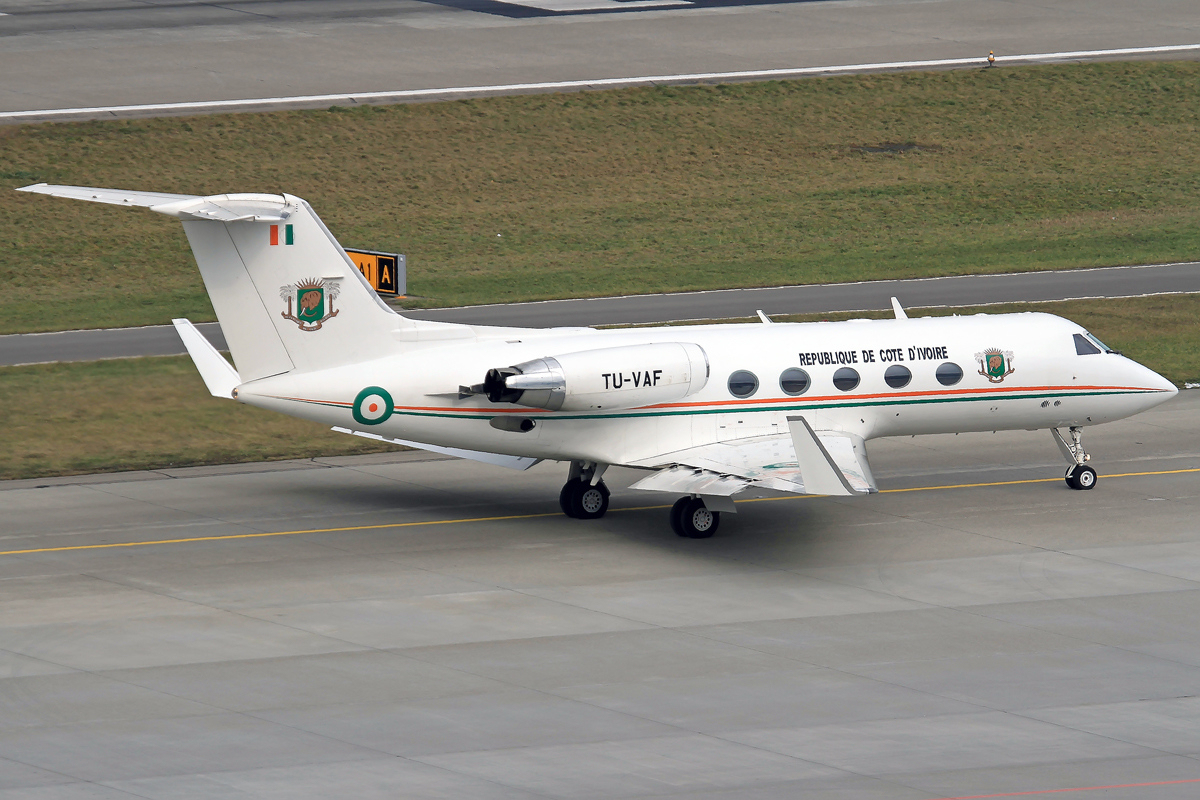
G-1159A Gulfstream III TU-VAF à l'aéroport international de Zürich en 2015
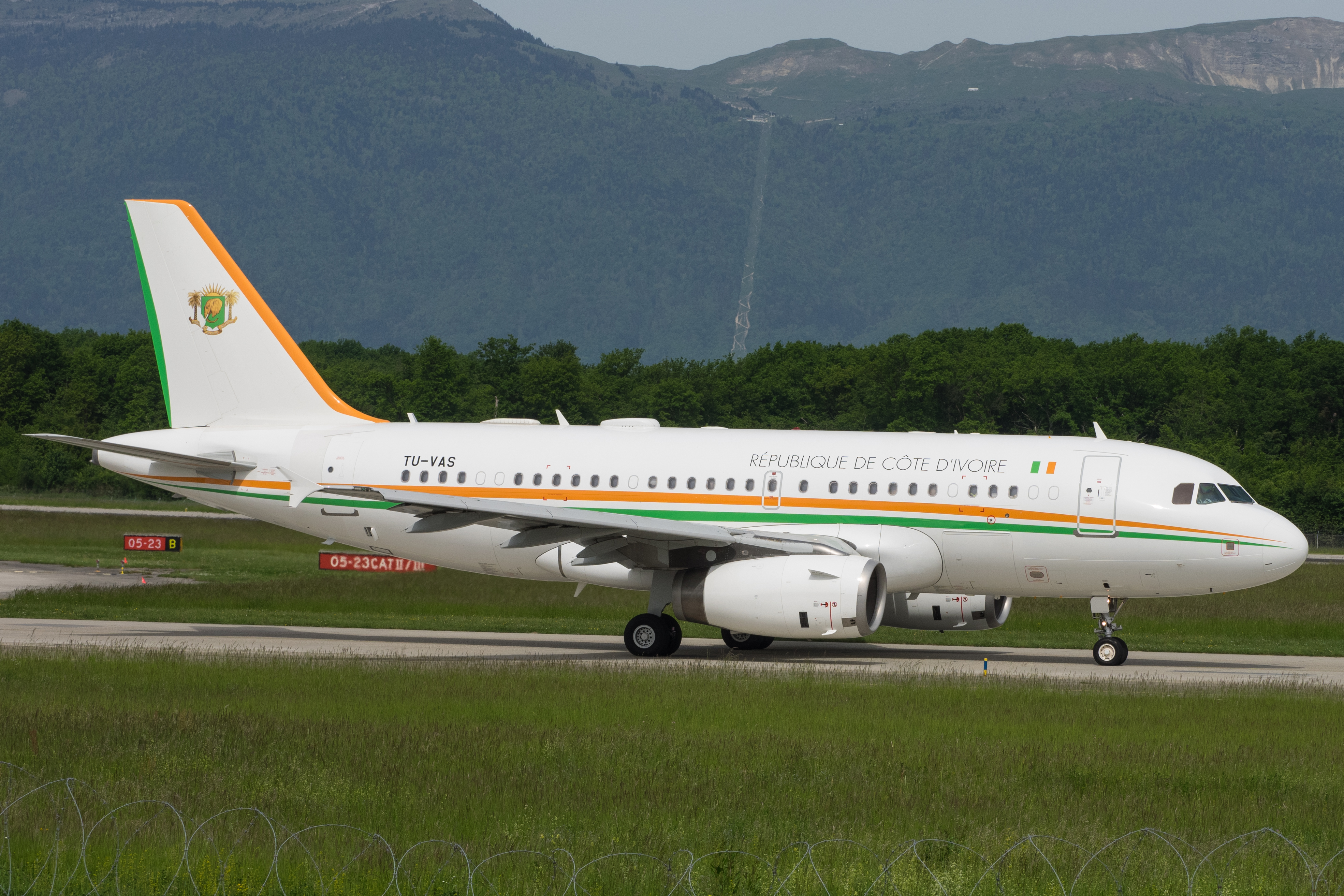
Airbus ACJ319 TU-VAS à l'aéroport international de Genève en 2015
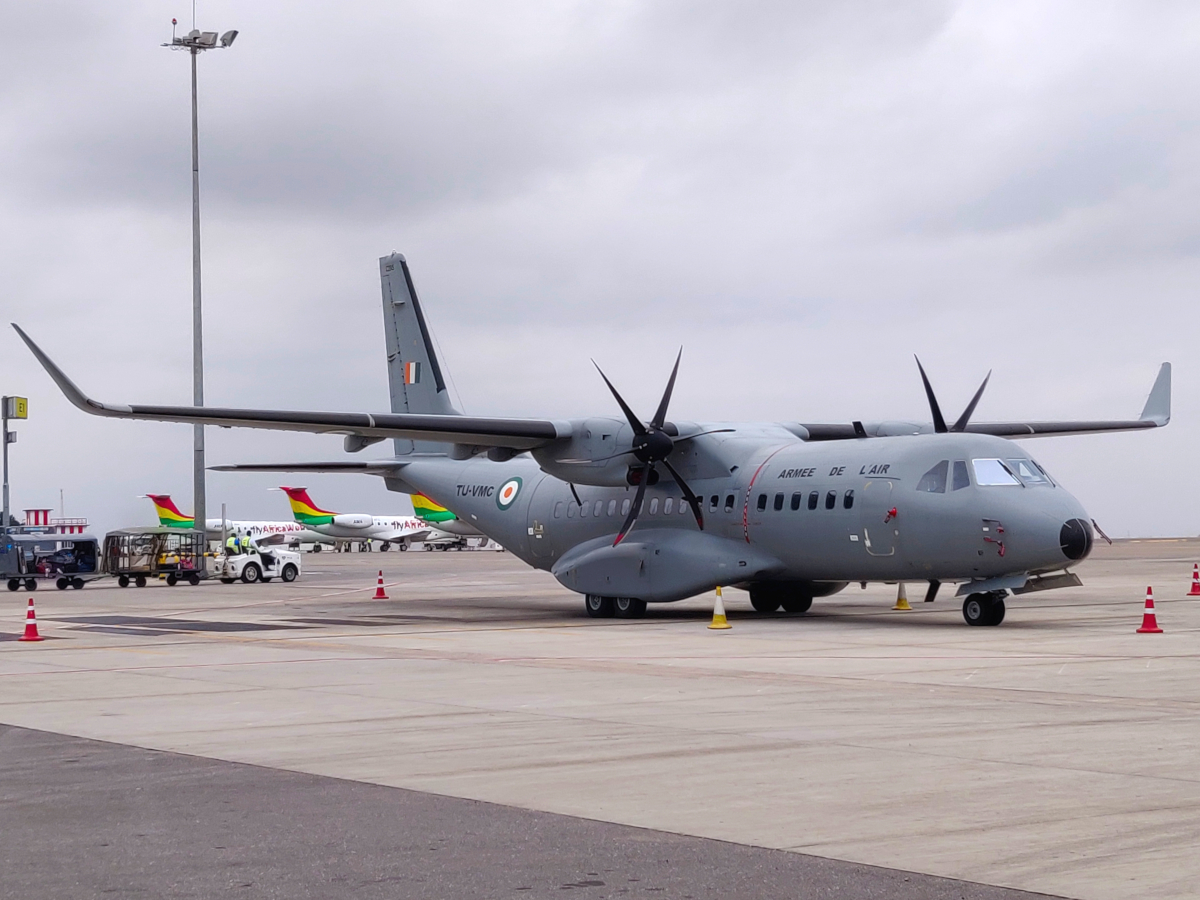
CASA C-295 TU-VMC à l'aéroport international de Kotoka en 2020

### Anciens aéronefs
Les anciens appareils sont les suivants, :
| Aéronefs                        | Origine          | Type                     | En service      | Versions                    | Années de service | Notes |
| Avion de combat                 | Avion de combat  | Avion de combat          | Avion de combat | Avion de combat             | Avion de combat   | Avion de combat |
| ------------------------------- | ---------------- | ------------------------ | --------------- | --------------------------- | ----------------- | --- |
| Alpha Jet                       | France           | Entraînement/combat      | 7               | Alpha Jet E                 | 1980 - 2004       | 6 livrés par la France en 1980 - 1981, option pour 6 appareils supplémentaire non utilisée, 1 livré en 1984                                                                                                   |
| Soukhoï Su-25                   | Union soviétique | Attaque au sol           | 4               |                             | 2003              | 4 livrés d'occasion par la Biélorussie en 2003-2004, dont 2 Su-25UB. 2 détruit en 2004, 2 en service en 2010                                                                                                  |
| Mikoyan-Gourevitch MiG-23       | Union soviétique | Attaque au sol           | 2               | MiG-23MLD                   | 2003              | livrés d'occasion par la Bulgarie,. |
| BAC Strikemaster                | Royaume-Uni      | Attaque au sol           | 1               | Mk.87                       | 2003              | TU-VRA (c/n EEP/JP/2872) |
| Avion de transport              |                  |                          |                 |                             |                   | |
| Douglas C-47 Skytrain           | États-Unis       | Transport                | 2               |                             | 1962              | 1 donné par la France en 1962, 1 livré d'occasion par la France en 1968 |
| Max-Holste MH-1521 Broussard    | France           | Avion léger              | 2               |                             | 1962              | donné par la France |
| Aero Commander 500              | États-Unis       | Transport                | 1               | 500B                        | 1961 - 1979       | (c/n 1082-53) - immatriculation civile TU-TAA de 1961 à 1965 - TU-TAE de 1965 à 1979 |
| Beechcraft Model 18             | États-Unis       | Transport léger          | 1               | C-45                        | 1967              | livré d'occasion par la France |
| Dassault Falcon 20              | France           | Transport VIP            | 1               | 20C                         | 1967 - 1978       | TU-VAD (c/n 88) |
| Cessna 337 Skymaster            | États-Unis       | Avion léger              | 5               | O-2                         | 1970              | 3 livrés par la France en 1970, 2 livrés d'occasion par les États-Unis en 1992 |
| Fokker F27                      | Pays-Bas         | Transport                | 1               | F-27-600                    | 1970 - 1977       | TU-VAJ |
| Cessna 152                      | États-Unis       | Avion léger/entraînement | 3               | F-150H ou F-150L            | 1971              | livrés par la France |
| Gulfstream II                   | États-Unis       | Transport VIP            | 2               | G-1159B                     | 1972 - 1980       | - TU-VAF (c/n 119) en service de 1972 à 1980 - TU-VAC (c/n 218) en service de 1978 à 1987 |
| Beechcraft Bonanza              | États-Unis       | Transport léger          | 6               | F-33C                       | 1979              | [ 3 ] |
| Cessna 421 Golden Eagle         | États-Unis       | Transport léger          | 1               |                             | 1979              | [ 3 ] |
| Beechcraft King Air             | États-Unis       | Transport léger          | 1               |                             | 1979              | [ 3 ] |
| Beechcraft King Air             | États-Unis       | Transport léger          | 1               | 200                         | ? - 1983          | TU-VBB (c/n BB-295) en service de ? à 1983 |
| Antonov An-12                   | Union soviétique | Transport                | 1               | An-12BP                     | 2002              | TU-VMA, livré d'occasion par la Biélorussie, stocké |
| Boeing 727                      | États-Unis       | Transport VIP            | 1               | 727-2Y4RE                   | 2011 - 2016       | immatriculation civile TU-VAO (c/n 22968) |
| Hélicoptère                     |                  |                          |                 |                             |                   | |
| SNCASE SE.3130 Alouette II      | France           | Hélicopter léger         | 2               | SA-318C                     | 1967              | [ 3 ] |
| Sud-Aviation SA316 Alouette III | France           | Transport                | 2               | SA 316                      | 1967              | 2 livrés en 1967 par la France, 3 autres appareils en stock |
| Sud-Aviation SA330 Puma         | France           | Transport                | 1 3 4           | SA-330G SA-330H IAR-330L    | 1970              | - 1 SA-330G livré en 1970 par la France pour le transport VIP - 3 SA-330H livrés en 1974 par la France - 4 IAR-330L livrés par la Roumanie en 2003, dont 2 en version VIP, fabriqués sous licence en Roumanie |
| Sud-Aviation SA365 Dauphin      | France           | Transport                | 4 1             | SA.365C SA-365C-2 AS-365N-2 | 1979?             | - 4 SA.365C livrés au Groupe Aérien de Transport d’Abidjan en 1983/84. - 1 AS-365N-2 d'occasion livré en 2014                                                                                                 |
| Mil Mi-8                        | Union soviétique | Transport                | 3               | Mi-8T                       | 2002              | - 2 livrés d'occasion en 2002, leasing d'une compagnie bulgare - 1 livré d’occasion par la Biélorussie en 2003                                                                                                |

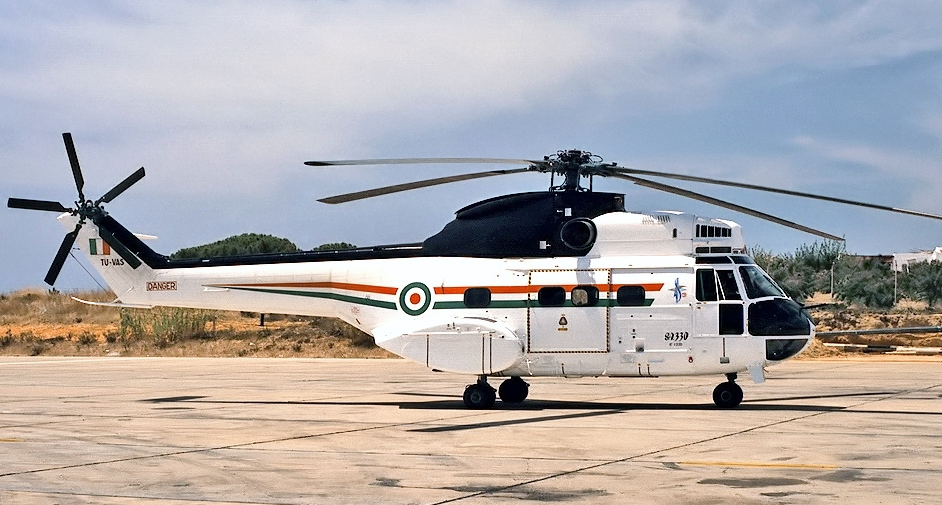
SA-330G Puma TU-VAS à l'aéroport de Faro en 1986